# Synagoge (Nový Bydžov)
Koordinaten: 50° 14′ 31,4″ N, 15° 29′ 35″ O

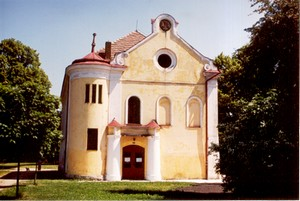
Ehemalige Synagoge in Nový Bydžov, heute evangelische Kirche

Die Synagoge in Nový Bydžov (deutsch Neubidschow), einer tschechischen Stadt in Nordostböhmen, wurde ursprünglich 1559 errichtet und in den folgenden Jahrhunderten mehrmals umgebaut. 
Die profanierte Synagoge wurde nach dem Zweiten Weltkrieg von der Evangelischen Kirche der Böhmischen Brüder zu ihrem Gotteshaus umgebaut.